# Biełaruskaja Hazeta
"Biełaruskaja Hazeta", Gazeta Białoruska (błr. Беларуская Газэта; niem. Weissruthenische Zeitung) – kolaboracyjne pismo na okupowanej Białorusi podczas II wojny światowej
Od 27 lipca 1941 r. w okupowanym Mińsku zaczęła wychodzić "Mienskaja Hazeta". 5 lutego 1942 r. przemianowano ją na "Biełaruską Hazetę". Ukazywała się 2 razy w tygodniu: w środy i soboty. Miała 4 strony. Nakład wynosił od 70 do 150 tys. egzemplarzy. Teksty w niej publikowano po białorusku. Redaktorami byli Alaksiej Siankiewicz, Uładzisłau Kazłouski, Mikałaj Szkalonak, A. Dziemczanka. W gazecie publikowano komunikaty wojenne z frontów II wojny światowej, rozporządzenia niemieckich władz okupacyjnych i władz miejskich Mińska, artykuły i felietony dotyczące historii Białorusi, białoruskiego ruchu narodowego, życia codziennego na okupowanych ziemiach białoruskich, działalności organizacji nacjonalistycznych, wiersze i opowiadania autorów białoruskich. Ogółem ukazały się 272 numery pisma. Ostatni wyszedł 28 czerwca 1944 r., krótko przed odzyskaniem Mińska przez Armię Czerwoną.